# Eleições estaduais no Paraná em 1947
As eleições estaduais no Paraná em 1947 ocorreram a 19 de janeiro como parte das eleições gerais no Distrito Federal, em 20 estados e nos territórios federais do Acre, Amapá, Rondônia e Roraima. Em todo o Brasil foram escolhidos 20 governadores, para completar as bancadas dos estados e 854 deputados estaduais constituintes. No Paraná o PSD elegeu o governador Moisés Lupion (cujo substituto legal seria o presidente da Assembleia Legislativa) e fez a maior bancada entre os 37 deputados estaduais eleitos.
Nascido em Jaguariaíva o governador Moisés Lupion mudou-se para Curitiba e depois para a cidade de São Paulo onde se formou em Contabilidade pela Fundação Escola de Comércio Álvares Penteado. De volta ao Paraná fixou residência em Piraí do Sul onde desenvolveu atividades no ramo comercial, agrícola e na indústria madeireira firmando-se depois como empresário. Sua atividade política teve início após o Estado Novo quando assumiu a presidência do diretório estadual do PSD no Paraná e por esta legenda foi eleito governador e mesmo não existindo o cargo de vice-governador, sua substituição constitucional seria feita pelo presidente da Assembleia Legislativa do Paraná, cargo destinado ao seu partido pelo critério da maior bancada.
A vitória de Moisés Lupion foi alcançada, dentre outros fatores, graças a uma coligação ampla na qual se reuniram os três maiores partidos do país e nesse acerto coube à UDN indicar o candidato a senador e nessa disputa o eleito foi o advogado Artur Santos. Graduado pela Faculdade de Direito da Universidade de São Paulo em 1919, ele é também professor embora tenha atuado como promotor de justiça e curador de menores em Curitiba, cidade onde nasceu, e chefe de polícia do Paraná. Em outubro de 1934 foi eleito deputado federal e teve o mandato extinto pelo Estado Novo, ao fim do qual filiou-se à UDN e ficou na suplência de deputado federal em 1945 e venceu a disputa por uma cadeira no Senado Federal em 1947.

## Resultado da eleição para governador
Conforme o Tribunal Superior Eleitoral houve 137.000 votos nominais (94,28%), 5.096 votos em branco (3,51%) e 3.213 votos nulos (2,21%) resultando no comparecimento de 145.309 eleitores.
| Candidatos a governador do estado | Candidatos a vice-governador | Número | Coligação                                 | Votação | Percentual |
| --------------------------------- | ---------------------------- | ------ | ----------------------------------------- | ------- | ---------- |
| Moisés Lupion PSD                 | Não havia -                  | -      | Aliança Liberal (PSD, UDN, PTB, PRP, PCB) | 91.059  | 66,47%     |
| Bento Munhoz da Rocha PR          | Não havia -                  | -      | PR (sem coligação)                        | 45.941  | 33,53%     |

## Resultado da eleição para senador
Conforme o Tribunal Superior Eleitoral houve 116.827 votos nominais (80,40%), 25.010 votos em branco (17,21%) e 3.472 votos nulos (2,39%) resultando no comparecimento de 145.309 eleitores.
| Candidatos a senador da República | Candidatos a suplente de senador | Número | Coligação                                 | Votação | Percentual |
| --------------------------------- | -------------------------------- | ------ | ----------------------------------------- | ------- | ---------- |
| Artur Santos UDN                  | Maximino Zanon UDN               | -      | Aliança Liberal (PSD, UDN, PTB, PRP, PCB) | 73.837  | 63,20%     |
| Roberto Barroso PSP               | Walter Pereira PSP               | -      | PSP (sem coligação)                       | 42.990  | 36,80%     |

## Resultado da eleição para suplente de senador
Conforme o Tribunal Superior Eleitoral houve 82.302 votos nominais (56,64%), 59.536 votos em branco (40,97%) e 3.471 votos nulos (2,39%) resultando no comparecimento de 145.309 eleitores.

### Chapa da UDN
| Candidatos a suplente de senador | Candidatos a senador da República | Número | Coligação                                 | Votação | Percentual |
| -------------------------------- | --------------------------------- | ------ | ----------------------------------------- | ------- | ---------- |
| Maximino Zanon UDN               | Artur Santos UDN                  | -      | Aliança Liberal (PSD, UDN, PTB, PRP, PCB) | 76.573  | 93,04%     |
| Inácio Iguaçu Franco UDN         | Artur Santos UDN                  | -      | Aliança Liberal (PSD, UDN, PTB, PRP, PCB) | 140     | 0,17%      |
| Paraílio Borba UDN               | Artur Santos UDN                  | -      | Aliança Liberal (PSD, UDN, PTB, PRP, PCB) | 13      | 0,01%      |

### Chapa do PSP
| Candidatos a suplente de senador | Candidatos a senador da República | Número | Coligação           | Votação | Percentual |
| -------------------------------- | --------------------------------- | ------ | ------------------- | ------- | ---------- |
| Walter Pereira PSP               | Roberto Barroso PSP               | -      | PSP (sem coligação) | 5.576   | 6,78%      |

## Deputados estaduais eleitos
As 37 cadeiras da Assembleia Legislativa do Paraná foram assim distribuídas: PSD dezesseis, UDN sete, PTB seis, PR quatro, PRP duas, PSP uma, PCB uma.

Representação eleita
  PSD: 16
  UDN: 7
  PTB: 6
  PR: 4
  PRP: 2
  PSP: 1
  PCB: 1

Fonteː
| Deputados estaduais eleitos       | Partido | Votação | Percentual | Cidade onde nasceu         | Unidade federativa |
| João Chede                        | PSD     | 3.265   | 2,24%      | Palmeira                   | Paraná             |
| Bronislau Ostoja Roguski          | UDN     | 3.144   | 2,16%      | Curitiba                   | Paraná             |
| Oscar Lopes Munhoz                | PSD     | 2.961   | 2,03%      | Curitiba                   | Paraná             |
| Antonio Lustosa de Oliveira       | PSD     | 2.091   | 1,43%      | Guarapuava                 | Paraná             |
| Avelino Antônio Vieira            | PSD     | 1.912   | 1,31%      | Tomazina                   | Paraná             |
| Lineu Madureira Novais            | UDN     | 1.906   | 1,31%      | Jaguariaíva                | Paraná             |
| Edgard Sponholz                   | PSD     | 1.870   | 1,28%      | Cascavel                   | Paraná             |
| Justiniano Clímaco da Silva       | PSD     | 1.816   | 1,24%      | Santo Amaro da Purificação | Bahia              |
| Alfredo Pinheiro Júnior           | PSD     | 1.783   | 1,22%      | Maringá                    | Paraná             |
| Ernani Benghi                     | PSD     | 1.576   | 1,08%      | Uraí                       | Paraná             |
| Aldo Silva                        | PTB     | 1.564   | 1,07%      | Paranavaí                  | Paraná             |
| Alcides Pereira Júnior            | PSD     | 1.556   | 1,07%      | Paranaguá                  | Paraná             |
| Pedro Firman Neto                 | PSD     | 1.502   | 1,03%      | Mallet                     | Paraná             |
| Francisco Accioly Filho           | PSD     | 1.465   | 1,00%      | Paranaguá                  | Paraná             |
| Guataçara Borba Carneiro          | PSD     | 1.455   | 1,00%      | Reserva                    | Paraná             |
| Anísio Luz                        | PSD     | 1.442   | 0,99%      | Palmas                     | Paraná             |
| Hélio Setti                       | PSD     | 1.440   | 0,99%      | São Paulo                  | São Paulo          |
| José Manuel Ribeiro dos Santos    | PSD     | 1.389   | 0,95%      | Sete Lagoas                | Paraná             |
| Waldemiro Pedroso                 | PSD     | 1.387   | 0,95%      | Curitiba                   | Paraná             |
| Ovande Ferreira do Amaral e Silva | UDN     | 1.281   | 0,88%      | Rio Negro                  | Paraná             |
| Aldo Laval                        | PTB     | 1.271   | 0,87%      | Londrina                   | Paraná             |
| Rivadávia Vargas                  | UDN     | 1.238   | 0,85%      | Castro                     | Paraná             |
| Antônio dos Santos Filho          | PTB     | 1.164   | 0,80%      | Santos                     | São Paulo          |
| José Machuca                      | PTB     | 1.161   | 0,79%      | Antonina                   | Paraná             |
| Júlio Rocha Xavier                | PTB     | 1.144   | 0,78%      | Ponta Grossa               | Paraná             |
| José Darú                         | PTB     | 1.120   | 0,77%      | Colombo                    | Paraná             |
| Atílio de Almeida Barbosa         | PSP     | 1.110   | 0,76%      | Curitiba                   | Paraná             |
| Laertes de Macedo Munhoz          | UDN     | 1.089   | 0,74%      | Curitiba                   | Paraná             |
| Júlio Buskei                      | PRP     | 1.075   | 0,73%      | Três Barras                | Santa Catarina     |
| Alvir Riesemberg                  | UDN     | 1.065   | 0,73%      | Rio Negro                  | Paraná             |
| José Alves Bacelar                | UDN     | 1.051   | 0,72%      | Foz do Iguaçu              | Paraná             |
| Felizardo Gomes da Costa          | PR      | 1.050   | 0,72%      | São José dos Pinhais       | Paraná             |
| Benjamim de Andrade Mourão        | PRP     | 1.004   | 0,69%      | Campo Largo                | Paraná             |
| Lauro Gentil Portugal Tavares     | PR      | 966     | 0,66%      | Campo Largo                | Paraná             |
| Francisco Lacerda Werneck Trineto | PR      | 825     | 0,56%      | Guarapuava                 | Paraná             |
| José Rodrigues Vieira Netto       | PCB     | 775     | 0,53%      | Rio Negro                  | Paraná             |
| Fredericindo Marés de Souza       | PR      | 762     | 0,52%      | União da Vitória           | Paraná             |

## Eleições municipais
Por fim, houve eleições municipais no Paraná em 16 de novembro de 1947.